# 독일-소련 관계
독일-소련 관계는 1차 세계 대전 이후로 거슬러 올라간다. 독일이 제안한 브레스트-리토프스크 조약은 러시아와 독일 간의 적대 행위를 종식시켰고1918년 3월 3일에 서명되었다.몇 달 후, 모스크바 주재 독일 대사 빌헬름 폰 미르바흐는 러시아와 독일 사이에 새로운 전쟁을 일으키려던 러시아 좌파 사회주의-혁명당의 총에 맞아 사망했다. 아돌프 조페(Adolph Joffe) 휘하의 소련 대사관 전체는 독일 혁명에 대한 적극적인 지원을 이유로 1918년 11월 6일 독일에서 추방되었다. 카를 라덱(Karl Radek)은 또한 1919년 독일 바이마르에서 공산주의 전복 활동을 불법적으로 지원했다.
처음부터 두 국가는 제1차 세계 대전의 승전국이 수립한 체제를 전복시키려 했다. 독일은 가혹한 배상금과 베르사유 조약의 공동 책임 조항에 의거하여 혼란에 빠진 패배한 국가였다. 이것과 러시아 내전은 독일과 소비에트를 모두 국제적 추방자로 만들었으며, 결과적인 전쟁 기간 동안의 화해는 자연스러운 수렴이었다.동시에, 그들의 관계의 역동성은 신뢰의 부족과 파트너가 외교적 고립에서 벗어나 프랑스 제3공화국(당시 가장 큰 재산을 소유한 것으로 생각되었던 프랑스 제3공화국으로 향하는 것에 대한 각 정부의 두려움)에 의해 형성되었다. 유럽의 군사력)과 동맹국인 제2 폴란드 공화국. 아돌프 히틀러가 집권하고 나치 독일을 창설한 1933년에 국가의 경제적 관계는 줄어들었다. 그러나 관계는 1930년대 말에 다시 시작되어 1939년 몰로토프-리벤트로프 조약과 여러 무역 협정으로 한때 절정에 이르렀다.
제2차 세계 대전의 원인에 관한 질문은 1941년 6월 22일 나치의 권력 장악과 독일의 소련 침공 사이에 나치 독일에 대한 이오시프 스탈린 치하의 소련 정책 문제보다 더 논쟁적이고 이념적으로 짐이 많다.소련 지도부는 자본주의 국가를 더욱 약화시키기 위해 유럽에서 또 다른 대규모 전쟁을 적극적으로 모색했으며 소련은 순전히 방어적인 정책을 추구했다.또는 소련이 전쟁에 휘말리는 것을 피하려고 했다는 것, 둘 다 소련 지도자들이 당시에 전략적 작전을 수행할 군사적 능력이 없다고 생각했기 때문이었다. 1939년 3월 10일 제18차 당 대회에서 스탈린의 말을 바꿔서 "다른 나라(영국과 프랑스)의 밤을 불에서 꺼내는 것"을 피하기 위해라고 말했다.

## 같이 보기
- 국제 관계 (1919년-1939년)